# Théâtre dramatique d'État Lado Meskhichvili de Koutaïssi
Le Théâtre dramatique d'État Lado Meskhichvili de Koutaïssi (en géorgien : ლადო მესხიშვილის სახელობის ქუთაისის სახელმწიფო დრამატული თეატრი) est l’un des plus anciens théâtres de Géorgie, situé dans la ville de Koutaïssi. Fondé en 1861, il est considéré comme un haut lieu de la culture théâtrale géorgienne.

## Histoire
Le théâtre est fondé en 1861 avec une troupe amateur qui présente Le Règlement de la Famille de Guéorgui Eristov (ru). En 1880, la troupe devient professionnelle sous la direction de Kote Meshi (ru). De 1894 à 1905, le théâtre est dirigé par Lado Meskhichvili (ru), figure emblématique du théâtre géorgien, dont il prend le nom en 1940.
Le bâtiment actuel, de style néo-Renaissance, est inauguré en 1955. Il est conçu par les architectes géorgiens Sh. Tavadze et M. Shavishvili. Il comprend une grande salle de 830 places et une petite scène de 100 places, ajoutée en 2008 avec un musée retraçant l’histoire du théâtre.

## Activités et répertoire
Le théâtre propose chaque saison une vingtaine de spectacles couvrant tous les genres : tragédie, comédie, théâtre musical. Il accueille des œuvres de dramaturges géorgiens et internationaux tels qu'Alexandre Griboïedov, Nikolai Gogol, Anton Tchekhov, William Shakespeare ou Friedrich Schiller.
Il participe régulièrement à des festivals nationaux et internationaux, notamment le festival Théâtral Iméréti. Il entretient des partenariats avec plusieurs théâtres en Europe et en Asie.

## Direction et troupe
Le théâtre est dirigé depuis plusieurs années par Konstantine Abashidze. Sa troupe compte plus de cinquante comédiens, dont plusieurs sont reconnus comme Artistes du peuple de Géorgie.

## Patrimoine et reconnaissance
Le bâtiment est classé monument architectural. Depuis 2010, des étoiles commémoratives ont été installées devant le théâtre en hommage à des artistes géorgiens célèbres.